# Давид ди Донателло 1975
20-я церемония вручения наград премии «Давид ди Донателло» состоялась 19 июля 1975 года в Театре в Тавромении.

## Победители

### Лучший фильм
- Дела приличных людей, режиссёр Мауро Болоньини
- Семейный портрет в интерьере, режиссёр Лукино Висконти

### Лучшая режиссура
- Дино Ризи — Запах женщины

### Лучший сценарий
- Адженоре Инкроччи, Марио Моничелли, Фурио Скарпелли — Народный роман

### Лучшая женская роль
- Марианджела Мелато — Полицейская

### Лучшая мужская роль
- Витторио Гассман — Запах женщины

### Лучшая музыка
- Пьеро Пиччони — Отнесённые необыкновенной судьбой в лазурное море в августе

### Лучший иностранный режиссёр
- Билли Уайлдер — Первая полоса

### Лучшая иностранная актриса
- Лив Ульман — Сцены из супружеской жизни

### Лучший иностранный актёр
- Берт Ланкастер — Семейный портрет в интерьере (ex aequo)
- Джек Леммон — Первая полоса (ex aequo)
- Уолтер Мэттау — Первая полоса (ex aequo)

### Лучший иностранный фильм
- Вздымающийся ад, режиссёр Ирвин Аллен

### David Europeo
- Мелвин Фрэнк

### David Speciale
- Изабель Аджани — Пощёчина
- Эдмондо Амати
- Пио Анджелетти
- Фред Астер
- Адриано Де Микели
- Дженнифер Джонс
- Ренато Поццетто